# Folkling
Folkling település Franciaországban, Moselle megyében. Lakosainak száma 1392 fő (2022. január 1.). Folkling Behren-lès-Forbach, Bousbach, Cocheren, Morsbach, Œting, Tenteling és Théding községekkel határos.

## Népesség
A település népességének változása:
| Lakosok száma | 867  | 1150 | 1372 | 1384 | 1292 | 1286 | 1303 | 1325 | 1354 | 1392 |
|               | 1968 | 1982 | 1990 | 2006 | 2013 | 2015 | 2017 | 2019 | 2020 | 2022 |